# قائمة زملاء الجمعية الملكية المنتخبين في 1667
هذه الصفحة تعرض قائمة زملاء الجمعية الملكية المُنتخبين لعام 1667.

## الزملاء
1. Nicholas Oudart [الإنجليزية]‏
2. Richard Lower (physician) [الإنجليزية]‏
3. Maurice Berkeley, 3rd Viscount Fitzhardinge [الإنجليزية]‏
4. جون كولينز
5. Clifford Clifton [الإنجليزية]‏
6. John Pearson (bishop) [الإنجليزية]‏
7. Curtius baronets [الإنجليزية]‏
8. Sir Nicholas Steward, 1st Baronet [الإنجليزية]‏
9. Henry Clerke [الإنجليزية]‏
10. جون ري
11. Bullen Reymes [الإنجليزية]‏
12. William Aglionby [الإنجليزية]‏
13. Walter Needham [الإنجليزية]‏